# Killarga
Killarga vagy Killargue (ír nyelven: Cill Fhearga) piciny falu Leitrim megyében,  Írországban. 

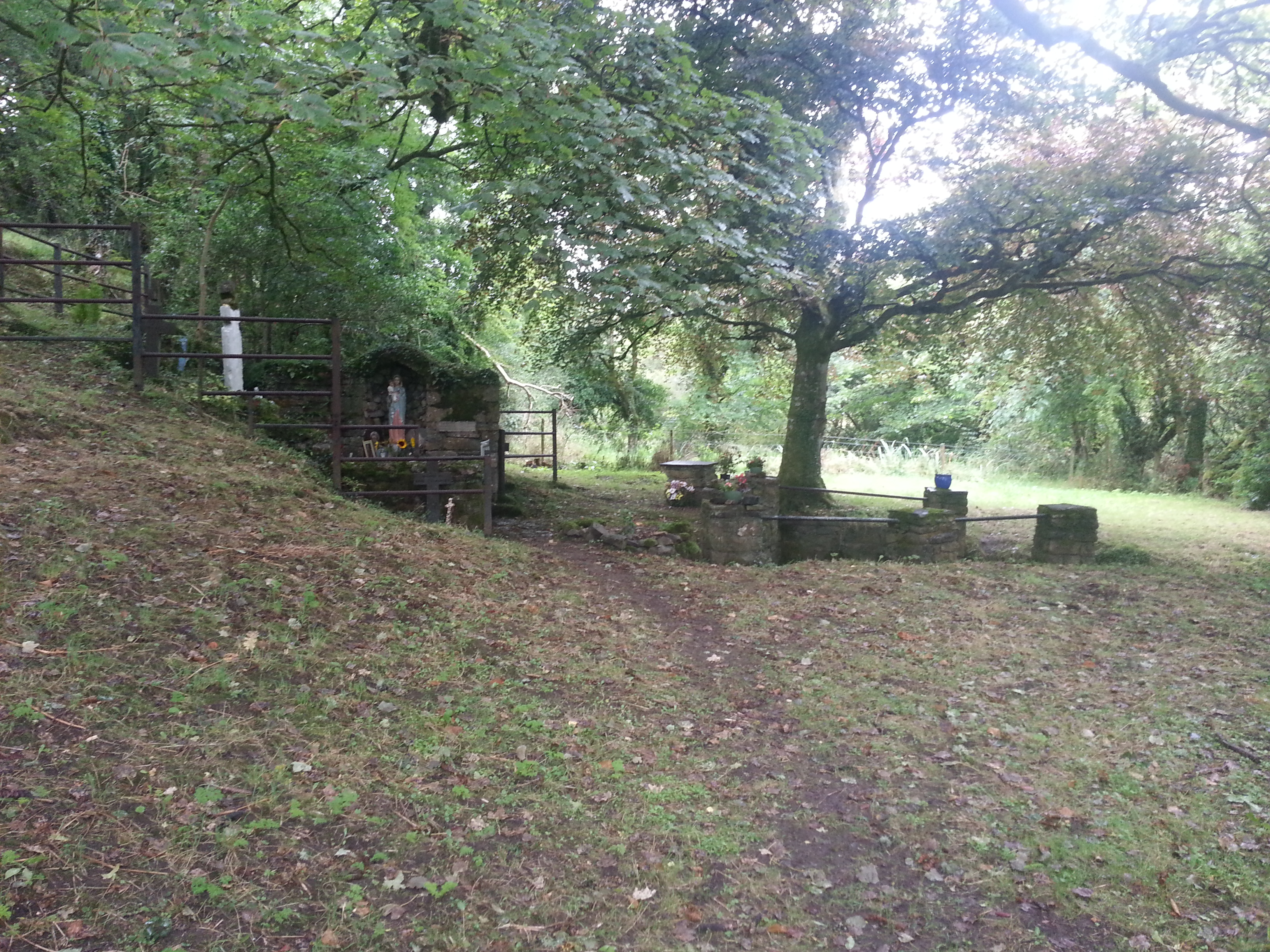
Tobar Mhuire

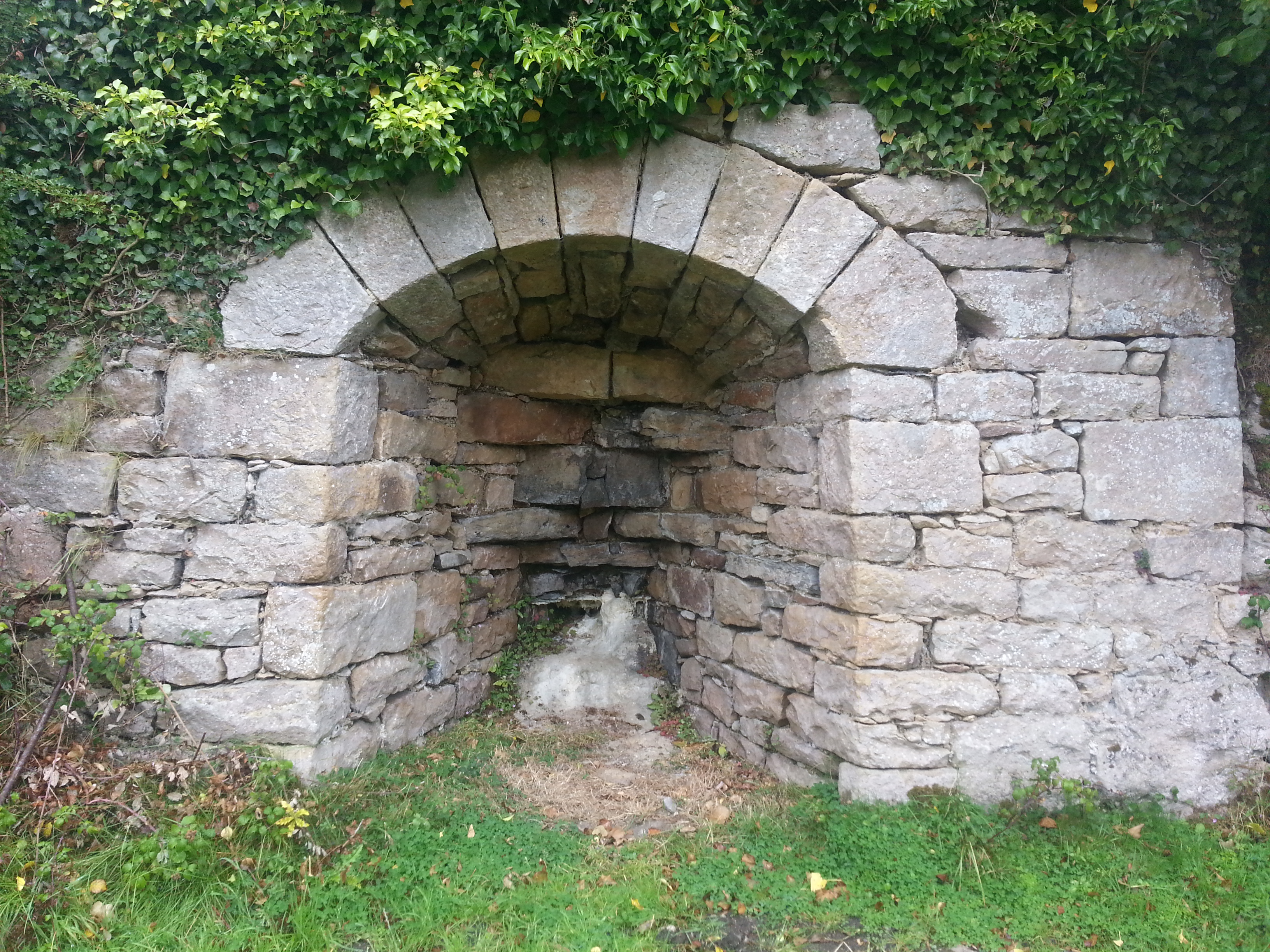
Tiníl/Limekiln

Killarga egy ősi zarándokhely volt, ahol a 6. században St Fearga, egy szent asszony a Cill Fhearga nevű vallási települést alapította. Az erre vezető úton van egy  tobar naofa, egy szent kút, a neve Tobar Mhuire,  egy 19. században épült mészégető kemence, egy Teach Allais (ősi ír izzasztóház) és a szomszédságban további történelmi romok találhatóak. A közelben látható O'Donnell sziklája, mely nevét Aodh Rua Ó Dónaill után kapta, és öt megyét is belátni róla.
A falunak van egy iskolája (Saint Brigid's National School), egy postahivatala, egy közösségi háza, egy boltja és egy pubja.